# В супе
«В супе» (другое название: «Компаньоны»; англ. In The Soup) — кинофильм режиссёра Александра Рокуэлла. Гран-при «Сандэнса» и Приз зрительских симпатий фестиваля в Довиле.

## Сюжет
Тихий сценарист, замученный неуверенностью в себе и безответной любовью к соседке, отчаивается найти продюсера для своего 500-страничного сценария, который кажется совсем не годящимся для экранизации, и подаёт в газету объявление о его продаже…

## В ролях
| Актёр             | Роль           |
| ----------------- | -------------- |
| Стив Бушеми       | Адольфо Ролло  |
| Дженнифер Билз    | Анжелика Пена  |
| Сеймур Кассел     | Джо            |
| Уилл Паттон       | Скиппи         |
| Джим Джармуш      | Монти          |
| Пэт Мойя          | Дэнг           |
| Салли Бойар       | старик         |
| Стивен Рандаццо   | Луи Барфарди   |
| Франческо Мессина | Франк Барфарди |
| Кэрол Кейн        | Барбара        |
| Стэнли Туччи      | Грегуар        |
| Рокетс Редглэр    | парень         |
| Элизабет Бракко   | Джеки          |
| Деби Мейзар       | Сюзи           |
| Сэм Рокуэлл       | Поли           |

## Съёмочная группа
- Режиссёр: Александр Рокуэлл
- Продюсеры: Джеймс Шамус[англ.]
Хэнк Блюменталь[англ.]
Рюничи Судзуки[англ.]
- Сценаристы: Александр Рокуэлл
Соллэс Митчелл[англ.]
- Композитор: Мэдер[англ.]
- Оператор: Фил Пармет